# ميليسا برين
ميليسا برين (بالإنجليزية: Melissa Breen) هي عداءة سريعة أسترالية، ولدت في 17 سبتمبر 1990 في كانبرا في أستراليا.

## وصلات خارجية
- الموقع الرسمي
- ميليسا برين على موقع الاتحاد الدولي لألعاب القوى (الإنجليزية)
- ميليسا برين على موقع النتائج التاريخية لألعاب القوى الأسترالية (الإنجليزية)
- ميليسا برين على موقع الدوري الماسي (الإنجليزية)
- ميليسا برين على موقع اللجنة الأولمبية الدولية (الإنجليزية)
- ميليسا برين على موقع أوليمبيديا (الإنجليزية)
- ميليسا برين على موقع اللجنة الأولمبية الأسترالية (الإنجليزية)
- ميليسا برين على موقع اتحاد ألعاب الكومنولث (مؤرشف) (الإنجليزية)
- ميليسا برين على موقع اتحاد ألعاب الكومنولث (مؤرشف) (الإنجليزية)
- ميليسا برين على موقع دورة ألعاب الكومنولث 2014 (مؤرشف) (الإنجليزية)